# Dichotomyctere ocellatus
Cá nóc số 8 (Danh pháp khoa học: Dichotomyctere ocellatus) là một loài cá trong họ cá nóc phân bố ở Indonesia, Malaysia, Thái Lan, Campuchia và Việt Nam với đặc điểm mang trên mình chiếc cồng số 8 đã giúp chúng nổi bật và có giá trị. Cá đẻ trứng lên giá thể cứng vùng nước cạn, cá đực chăm sóc và bảo vệ trứng cho đến khi trứng nở.